# Ватерполо репрезентација Јужноафричке Републике
Ватерполо репрезентација Јужноафричке Републике представља Јужноафричку Републику на међународним ватерполо такмичењима. 

## Резултати на међународним такмичењима

### Олимпијске игре
- 1900 - 1948: Није се квалификовала
- 1952: 9. место
- 1956: Није се квалификовала
- 1960: 9. место
- 1964 - 2008: Није се квалификовала

### Светско првенство
- 1973 - 1991: Није се квалификовала
- 1994: 15. место
- 1998: 14. место
- 2001: Није се квалификовала
- 2003: Није се квалификовала
- 2005: 15. место
- 2007: 14. место
- 2009: 15. место
- 2011: Квалификовала се

### Светски куп
Није учествовала

### Светска лига
- 2002 - 2008: Није учествовала
- 2009: 8. место
- 2010: 8. место
- 2011: Није учествовала